# بول أيرونز
بول أيرونز (بالإنجليزية: Paul Irons)‏ هو لاعب كرة قدم أمريكية أمريكي، ولد في 23 ديسمبر 1983 في نيو أورلينز في الولايات المتحدة.

## وصلات خارجية
- بول أيرونز على موقع مرجع كرة القدم المحترفة.كوم (الإنجليزية)